# عادل نجم
عادل نجم (بالأردية: عادل نجم) هو أكاديمي ومفكر باكستاني يشغل منصب عميد كلية باردي للدراسات العالمية في جامعة بوسطن، وشغل سابقا منصب نائب مستشار جامعة لاهور لعلوم الإدارة.
ولد نجم في راولبندي، ودرس الهندسة المدنية فيجامعة الهندسة والتكنولوجيا في لاهور، وحصل على درجتي الماجستير والدكتوراه من معهد ماساتشوستس للتكنولوجيا في السياسة البيئية الدولية. بعد تخرجه من معهد ماساتشوستس للتكنولوجيا، انضم نجم إلى جامعة بوسطن في عام 1997 كأستاذ مساعد، وانتقل إلى كلية فليتشر في عام 2002 حيث عمل حتى عام 2007 كأستاذ مشارك. ثم عاد إلى جامعة بوسطن في عام 2007 كأستاذ ومدير مركز باردي للدراسات المستقبلية طويلة الأمد.
في عام 2011 عاد نجم إلى باكستان ليعمل كنائب ثالث لرئيس جامعة لاهور لعلوم الإدارية، ترك نجم الجامعة في يونيو 2013، وعاد إلى جامعة بوسطن، وأصبح عميدًا لكلية باردي وما زال حتى الآن.
عمل نجم في بداية حياته المهنية كصحفي في مختلف الصحف والمجلات في باكستان، وعمل في برامج التلفزيون، وحصل على جائزة الإنجاز المتميز للتلفزيون الباكستاني في عام 1990. وفي عام 2007 أطلق نجم مدونة «باكستانيات» التي فازت بجائزة الهلال النحاسي لأفضل مدونة في جنوب آسيا في عام 2010.